# Cucalón (término peyorativo)
Cucalón es un término peyorativo usado en el siglo XIX y acuñado durante la Guerra del Pacífico entre las filas castrenses chilenas que indica a aquellos civiles adjuntos autorizados por el gobierno o una institucionalidad superior a participar en las operaciones militares, quienes por no poseer conocimientos castrenses incurren en la intromisión en asuntos bélicos siendo considerados un estorbo.

## Origen
El término se originó en la Campaña Naval de 1879,  a raíz de un hecho luctuoso que afectó al adjunto civil peruano a bordo del monitor Huáscar al mando de don Miguel Grau, Antonio Cucalón.  Este civil había participado en el Combate Naval de Iquique y  estaba a bordo del Huáscar el día 3 de junio de 1879 cuando el monitor fue avistado y reconocido por el blindado chileno Blindado Blanco Encalada quien enfiló proa para iniciar la persecución del buque peruano.
El almirante don Miguel Grau ordenó dar la máxima velocidad posible usando carbón inglés de mejor calidad que portaba en sus bodegas en condiciones de mar gruesa. Mientras esto ocurría,  el blindado chileno disparaba ronceando de banda en banda sin poder alcanzar la distancia mínima artillera; el monitor al contrario, aumentaba la distancia mientras el Blanco Encalada quedaba rezagado.
En ese momento, el joven corresponsal voluntario Antonio Cucalón desobedeciendo órdenes estrictas de mantenerse bajo cubierta sale a la cubierta de popa y empieza a dar brincos eufóricos a pesar de los gritos de la oficialidad de guardarse bajo cubierta.  El incauto perdió pie accidentalmente y cayó al mar debido al bamboleo de la nave. Nada pudo hacerse por el desgraciado periodista salvo lanzarle un salvavidas.  Este pereció ahogado a pesar de ser avistado por el buque chileno quien prosiguió inútilmente la persecución de su enemigo.
Posteriormente civiles connotados usarían un sombrero llamado salacot , por lo que a este se le llamó Cucalón